# 2014年刚果民主共和国埃博拉病毒疫情
2014年，刚果民主共和国爆发埃博拉出血热疫情。全基因组测序显示疫情与西非的疫情无关，但同属埃博拉病毒属。2014年8月疫情出现，同年11月宣布结束，42天后无新增病例。这是刚果民主共和国第七次埃博拉病毒疫情。

## 流行病学

### 首个病人
一名生活在偏北部赤道省伊卡纳蒙哥村（Ikanamonggo）的女性处理丛林肉后感到不适。尽管在当地诊所就诊，该女子还是在2014年8月11日去世。她死时确诊患上原因不明的出血热。而后的实验室研究确认她死于埃博拉出血热 。

### 回应
无国界医生向该地区派遣一只50人的团队，开设两个治疗中心，共计有50张床位。该组织与该国卫生部和世界卫生组织合作，提升公众意识，确保监控、追踪接触者，开展后续活动，以抑制疾病的传播。由于没有路前往疫区，这让工作条件变得困难。

### 后续病例
截至8月18日，赤道省包括三名医护工作者在内的13人因埃博拉样症状死亡，该省位于首都金沙萨北部1200公里处。
8月26日，赤道省卫生部向世卫证实埃博拉疫情。
9月2日，世卫组织表示赤道省北部博恩代地区有31人死亡，53人疑似或类似病例被证实  。9月9日，世卫将病例数提升至62例，疑似或确诊埃博拉病例数增至35例。这一数字包含9医护工作者，其中有7人死亡。总体上，有386名接触者被记录，239名接触者得到跟踪。疫区包含博恩代地区的杰拉县（Jeera）。
截至10月28日，有66例报告病例。总体上，有49例报告死亡病例，包含8名医护工作者。新的接触者没有出现，从最后一个病例第二次检测为阴性并出院算起，20天过去。
据称，刚果民主共和国当局表示，若没有新增病例报告，第二次检测为阴性的42天后疫情消失。2014年11月15日，疫情宣布消失。

### 后续调查
2014年10月，据报道，最新的研究结果表明，此前有过多宗病例。指示病例中的女性的丈夫告诉调查小组，妻子生病前曾拜访过两名女性，她们后来也死于埃博拉样症状。其他村民也告诉团队，疾病袭击村庄前，所有的猪都死了，他们吃了那些猪。研究小组表示，“继2007年和2012年，这是该国第三次有大量生猪在人类埃博拉疫情前死亡......可以确认，2012年死亡的猪只携带埃博拉病毒。”猪传人在此前的疫情中未被证实，但村民们被告知避免吃猪肉，调查正在进行。

## 病毒学

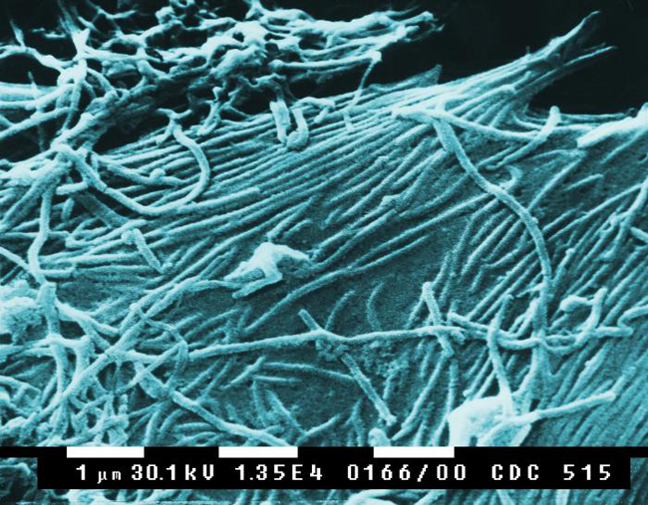
埃博拉病毒体

刚果埃博拉疫情病毒样本的测序结果表明，病毒属扎伊尔病毒属，与1995年基奎特的埃博拉疫情的病毒有密切关联。扎伊尔物种是在地区生长。疫情首次被报告时，存在着西非持续的疫情可能已蔓延至刚果的恐慌，然而病毒特征加上流行病学调查结果表明，该国的疫情是独立的事件，与西非无关。

## 历史

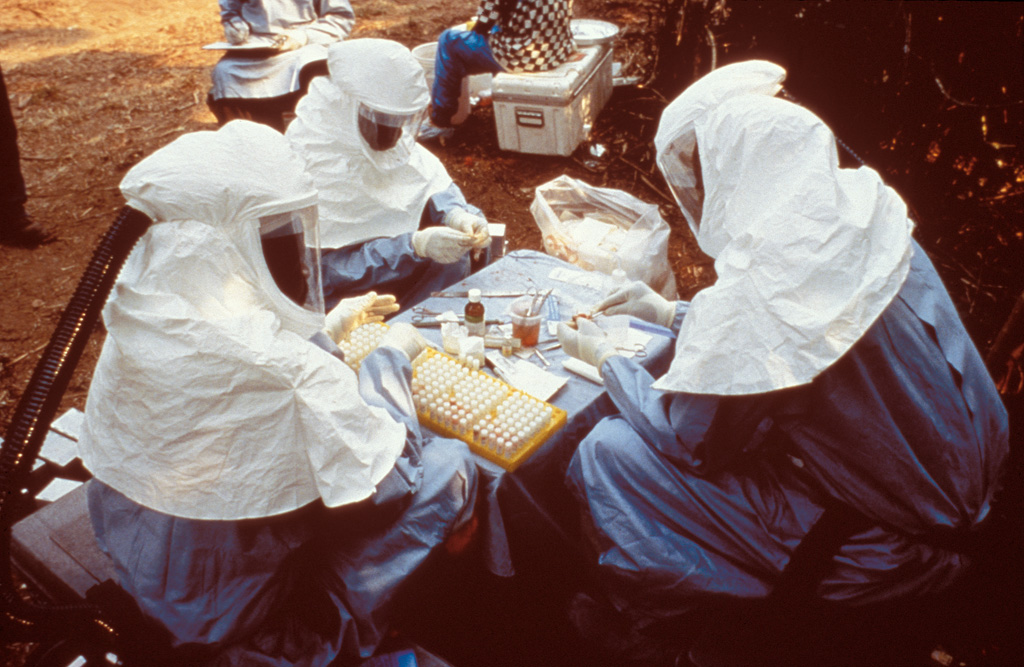
科学家穿着个人防护装备检测扎伊尔的埃博拉病毒动物样本

这是该国自1976年来第七次埃博拉疫情。第一起有记录的埃博拉出血热，发生在1976年8月的刚果民主共和国北部蒙加拉省的小村庄亚布库（Yambuku，当时称为扎伊尔）。第一个死于该疾病的是该村学校的校长，他曾在8月中旬沿着埃博拉河在中非共和国边境地区参观。9月8日，他因埃博拉出血热而死。随后大量病例被报告，几乎全部集中在村子里的医院，或是跟病例有密切联系的接触者。疫情总共引发318个病例，其中280例死亡（88%的死亡率），苏丹在几个星期前也开始出现疫情，是首个有记录的埃博拉疫情。病毒因首次疫情与附近的埃博拉河有联系而得名，但人们首先想到的是马尔堡病毒，但后来被认定为新型马尔堡病毒 。1995年，埃博拉疫情第二次在基奎特爆发，315人受影响，254人死亡。2003年的疫情有143人受影响，128人死亡，死亡率90%，是迄今为止最高的埃博拉死亡率。